# Hydroeciodes alternata
Hydroeciodes alternata là một loài bướm đêm trong họ Noctuidae.